# Solomon Marcus

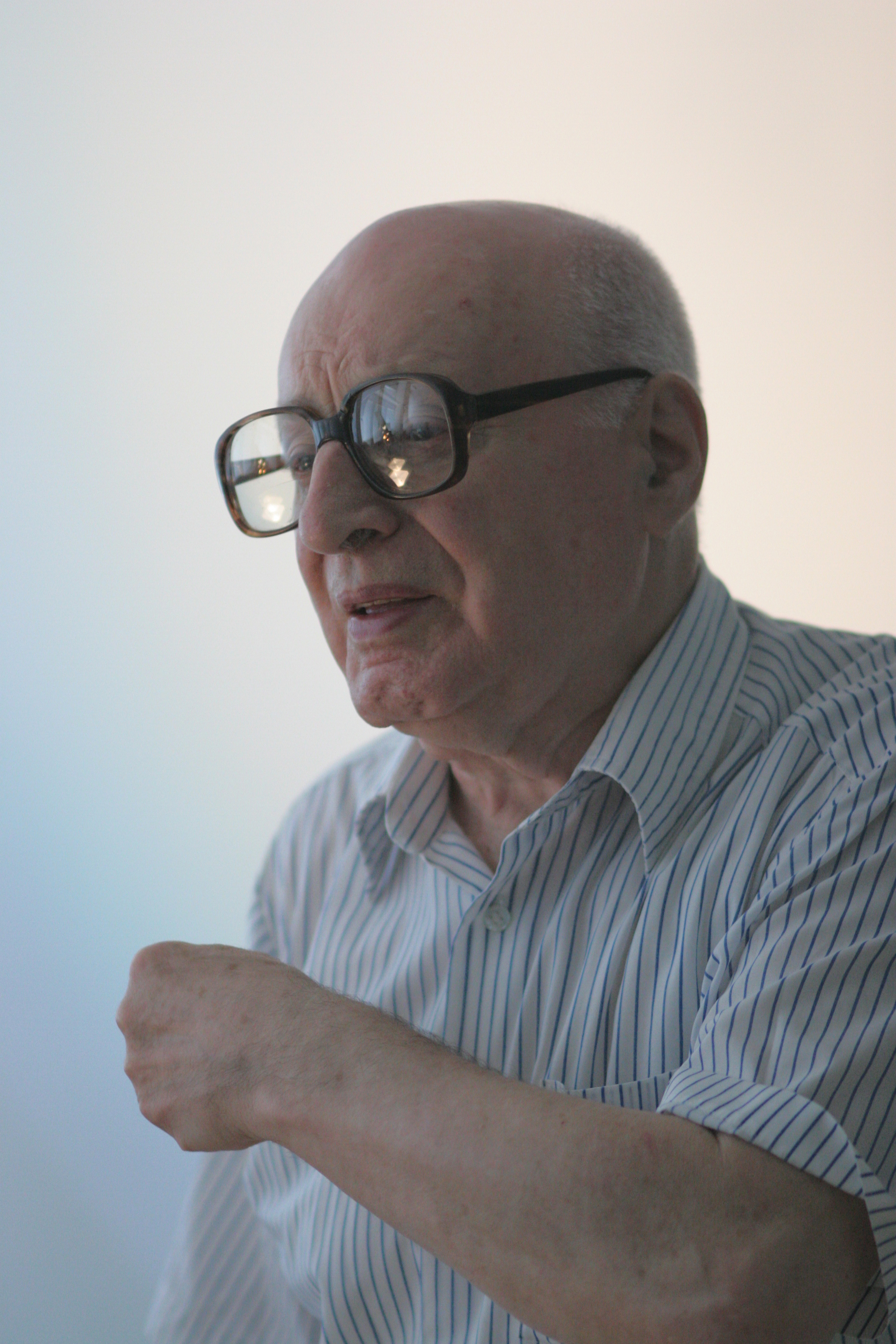
Solomon Marcus (2007)

Solomon Marcus (* 1. März 1925 in Bacău; † 17. März 2016 in Bukarest) war ein rumänischer Mathematiker und Philosoph.

## Leben
Solomon Marcus war jüdischer Herkunft und wurde 1925 in der Region Moldau geboren. Er studierte 1945 bis 1949 Mathematik an der Universität Bukarest und promovierte 1956 unter Miron Nicolescu. Seine Dissertation war über monotone Funktionen in zwei Variablen. 1950 wurde er Assistenzprofessor, 1955 Dozent und 1966 Professor. Seine Habilitation (Doktorgrad nach russischem System) erfolgte 1968. 1991 wurde er an der Universität Bukarest emeritiert. Cristian S. Calude und Ileana Streinu zählten zu seinen Schülern. Im Alter von 91 Jahren starb er 2016 an einem Herzinfarkt.
Er veröffentlichte insbesondere über mathematische Linguistik, Semiotik und mathematische Analyse von Dichtung, darunter einige Monographien. Außerdem befasste er sich mit Analysis, Informatik, Maßtheorie, allgemeiner Topologie, Geschichte der Mathematik und angewandter Mathematik.
2011 erhielt er für seine Leistungen den Stern von Rumänien. Er war korrespondierendes Mitglied der Rumänischen Akademie der Wissenschaften.

## Schriften
- Linguistica Matematica, Bukarest 1963, 2. Auflage 1966 (rumänisch)
- Algebraic Linguistics; Analytical Models. Academic Press, New York, 1967.
- Introduction mathematique a la linguistique structurale. Dunod, Paris, 1967.
- Mathematische Poetik. Ed. Academiei, Bukarest - Athenäum Verlag, Frankfurt am Main, 1973.
- La semiotique formelle du folklore. Approche linguistico-mathematique. Ed. Klincksieck, Paris - Ed. Academiei, Bukarest, 1978.
- Contextual ambiguities in natural & artificial languages. Band 1, Ed. Communication and Cognition, Gent 1981.
- Language, Logic, Cognition and Communication; A Semiotic, Computational and Historical Approach, Tarragona 1996.